# Norman Prince
Pour les articles homonymes, voir Prince.

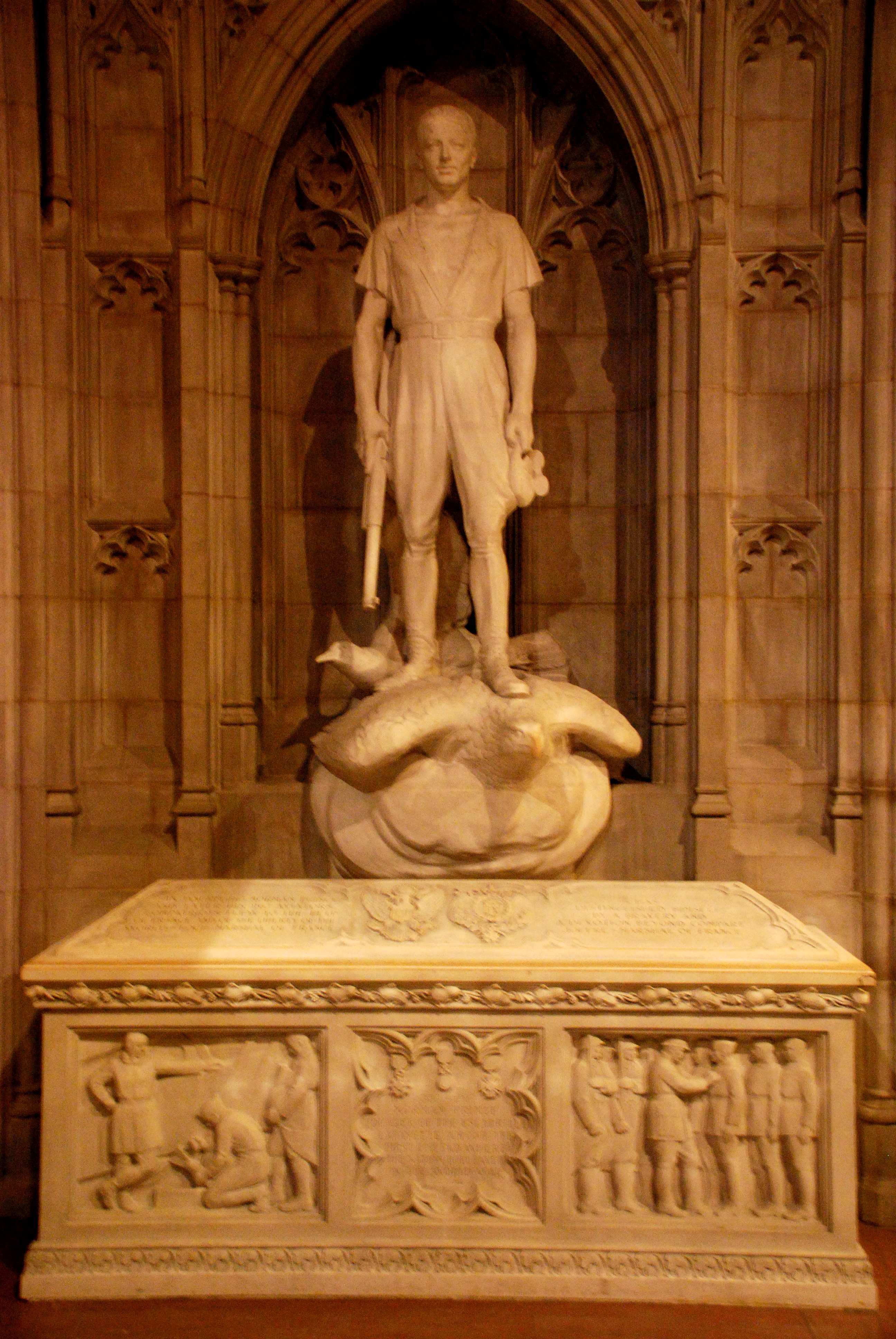
Tombe de Norman Prince, Cathédrale nationale de Washington, statue et tombeau sculpté par Paul Landowski

Norman Prince, né le 31 août 1887 à Beverly, dans le Massachusetts (États-Unis), et mort le 15 octobre 1916 à Gérardmer, dans les Vosges (France), fut l'un des principaux fondateurs de l'Escadrille La Fayette.

## Biographie
Norman Prince est né le 31 août 1887 à Beverly (Massachusetts) dans une famille aisée.
Il est élève de la Groton School, diplômé de l'université de Harvard, avec mention, en 1908 et de la Faculté de droit de Harvard en 1911.
Prince, sous le pseudonyme de "George Manoir" utilisé pour cacher à son père sa formation au vol, a été le 55e Américain à obtenir un brevet de pilote d'avion délivré par l'Aero Club of America. Il réussit son examen le 28 août 1911 à Squantum, Massachusetts aux commandes d'un Burgess avec un moteur Wright.
Après l'obtention de son diplôme de droit à Harvard, Prince devient avocat à Chicago. Il rejoint un groupe pour construire et faire courir un avion dans la Coupe aéronautique Gordon Bennett. Starling Burgess est recruté pour construire leur avion dans sa cour à Marblehead, Massachusetts, en 1912. La famille Prince possède une résidence de vacances, la Villa Sainte-Hélène à Pau et Norman parle couramment le français.
Norman embarque pour la France en janvier 1915 et s'installe à Pau. Il réussit à convaincre l'armée française de l'autoriser à fonder l'Escadrille Américaine en avril 1916.
Alors que son pays natal n'est pas encore engagé dans la première guerre mondiale et que la conscription n'est pas encore obligatoire dans les pays Anglo-Saxons, il parvient, avec l'influence de ses connaissances et celle de son père qui possédait des relations au gouvernement français, à convaincre les autorités militaires de créer une escadrille composée de pilotes américains volontaires. Par obligation, en raison de sa nationalité, il se met dès lors à la disposition des autorités françaises en s'engageant dans la Légion étrangère française.
Il est donc engagé avec six autres de ses compatriotes dans l'escadrille N 124 (Nieuport 124), initialement nommée "Escadrille américaine"[réf. souhaitée]créée le 18 avril 1916 et commandée par le capitaine français Georges Thenault. Celui-ci attribue à Norman l'idée de créer une escadrille constituée de ses compatriotes dont certains sont issus de la Légion étrangère. Norman Prince est donc cofondateur de l'escadrille qui allait ultérieurement prendre le nom d'escadrille La Fayette.
L'escadrille américaine était initialement constituée de William Thaw II, Elliot C. Cowdin, Frazier Curtis, Victor Chapman et Greeley S. Curtis, Jr. Elliott Cowdin, dans un article publié dans le Harvard Alumni Bulletin (7 mars 1918) attribue à l'énergie et la pugnacité de Norman le mérite de la formation du groupe, et de son incorporation dans l'Aéronautique militaire.

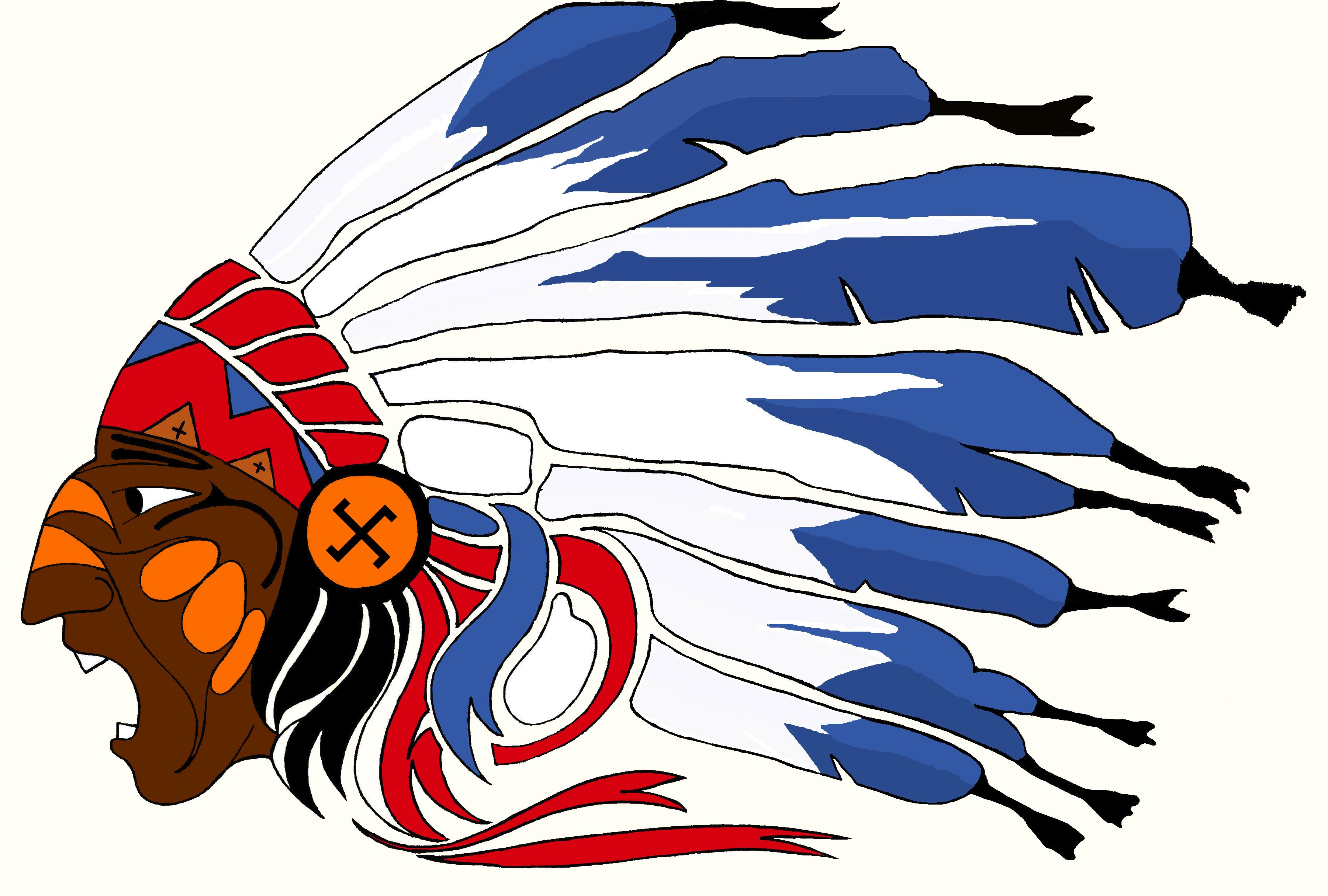
Une tête de Sioux : second des deux emblèmes de l'escadrille La Fayette.

Sergent dans l'aéronautique militaire, Norman Prince prit part, en tant qu'aviateur, à cent vingt-deux combats aériens et est crédité de cinq victoires. Il a probablement abattu quatre autres avions, victoires non homologuées.
Le 12 octobre 1916 l'aviateur américain Norman Prince décolle du terrain d'aviation de Luxeuil-les-Bains (Haute-Saône) à bord d'un Nieuport 17. Avec seize autres appareils, il a pour mission d'escorter des bombardiers qui allaient larguer leurs munitions sur l'usine Mauser en Allemagne. Le groupe de bombardement no 4 met en œuvre un dispositif d'envergure qui mobilise pas moins de dix bombardiers Maurice Farmann MF 11 de la MF 29, dix Farmann 42 de la MF 123, huit Breguet-Michelin BM IV et V de la BM 120, quatre Nieuport 17 de la N 124, trois Nieuport 17 de la N 68, deux Nieuport 17 de la N 75, quinze Sopwith 1 ½ de l’aviation britannique. Il convient d'ajouter à cet important total les Caudron G 4 de la C 61 qui assurent une mission de diversion afin d'attirer la chasse ennemie.
Les quatre Nieuport 17 de la N 124 dont celui de Norman Prince sont chargés d’assurer la couverture des bombardiers, en compagnie des chasseurs des escadrilles N 68 et N 75. Pendant le vol de retour, l’aviation allemande attaque de tous côtés et va abattre ou forcer à atterrir en zone adverse quatre BM IV de la BM 120 et deux F 42 de la MF 123.
Au cours de cette mission Norman Prince s'engage dans un duel aérien victorieux contre un avion allemand, un Fokker E III. Il s'agit de sa quatrième victoire homologuée. De ce fait, son avion a consommé plus de carburant que prévu. Aussi à court d'essence, alors que la nuit tombe et interrompt la mission de protection, il doit, lors du trajet de retour, se dérouter sur le terrain d'aviation de Corcieux dans les Vosges. Juste devant lui vient de s'y poser son compatriote et ami, l'Adjudant Lufbery.
Le terrain d'aviation de Corcieux n'était qu'un simple champ jalonné de cinq ou six baraquements en tôle. Ce terrain était entouré d'arbres et de quelques maisons. Une ligne électrique longeait un chemin en bout de piste.
Le Sergent aviateur Norman Prince s'apprête à atterrir dans la pénombre mais le train d'atterrissage de son avion accroche de peu une ligne électrique au sud de la piste. L'avion capote et s'écrase au sol blessant grièvement le pilote américain projeté hors de l'appareil. Norman Prince a les jambes brisées et un traumatisme crânien. Il est conduit à Gérardmer distante d’une quinzaine de kilomètres et dotée d'équipements hospitaliers militaires.
Il décède dans cette ville le 15 octobre 1916 à l'âge de 29 ans.
Des funérailles militaires lui furent accordées à Luxeuil où était basée l'escadrille La Fayette. Son corps est rapatrié aux États-Unis. Il est inhumé dans un tombeau au sein de la cathédrale nationale de Washington.
L'attachement que la famille Prince porte à la France est tel qu'à l'annonce de la mort de Norman, son frère Frédéric se porte immédiatement volontaire pour le remplacer.

## Hommage et commémorations
Norman Prince fut promu au grade de Sous-lieutenant à titre posthume.
L'artère de la capitale béarnaise où se situe, au numéro 27/29, la " Villa Sainte Hélène " s'appelle désormais " avenue Norman Prince ". Dans le vestibule de la villa trône un portrait en pied de l'aviateur peint par Raymond Desvarreux en 1917. Cette villa fut donnée à la France à la condition que le portrait de Norman demeurât à sa place. Elle fut léguée en 1952 au département avant de devenir en 1957 la résidence du préfet.
Le 15 octobre 2016, la ville de Pau a célébré le centenaire de la mort de Norman Prince. Une plaque à la mémoire de Norman Prince a été inaugurée en présence des autorités civiles et militaires.
Par ailleurs, le 5 juillet 2017, au cours d’une cérémonie présidée par le général de Corps aérien (ER) Daniel Bastien, une plaque commémorative a été inaugurée, au Grand Hôtel de Gérardmer à la mémoire de Norman Prince qui y décéda. Appuyé sur les archives du Service historique des armées, le discours du général précise les éléments suivants :

« La mission de cette "Escadrille Américaine" était en premier lieu de protéger les avions du groupe de bombardement du Capitaine français Maurice Happe surnommé 'Le Corsaire Rouge" par certains ou "Le Diable Rouge" par d’autres.
C’est ce type de mission qui est confiée, le 12 octobre 1916 , au départ de Luxeuil, à une patrouille de quatre avions confiée au Lieutenant de Laage de Meux, de la seconde escadrille.
Avec Raoul Lufbery, Didier Masson et Alfred De Laage de Meux, Norman Prince fait partie de l'escorte de quarante-quatre bombardiers qui doivent détruire l'usine d’armement Mauser d’Oberndorf am Neckar, à l'est de la Forêt-Noire. Cette ville se trouve à plus de deux cents kilomètres de Luxeuil-les-Bains et loin de la ligne de front.
Les quatre Nieuport de l'escadrille, accompagnés de huit autres Nieuport et de deux autres escadrilles, escortent jusqu'au Rhin les bombardiers du Capitaine Happe, puis ils reviennent faire le plein de carburant à Corcieux. Ensuite ils redécollent en direction du Rhin, au-devant des bombardiers, plus lents mais ayant une meilleure autonomie, qui rentrent après avoir attaqué l'usine d'armement.
Au cours de cette mission, chacun des pilotes de l'escadrille abat un ennemi. Pour Norman Prince, il s'agit de sa quatrième victoire homologuée.Mais la mission a été ordonnée en fin de journée et le retour vers Luxeuil serait problématique. Ils n’ont plus beaucoup de carburant et la nuit tombe. Prince et son ami Lufbery qui ont pris du retard du fait de leur rencontre avec l’aviation de chasse allemande, décident de se dérouter sur le terrain d’aviation de Corcieux. Lufbery se pose le premier.
Il fait quasiment nuit lorsque Norman Prince se présente à l'atterrissage aux abords du petit terrain de Corcieux. Comme il ne connait pas très bien cette piste, il fait quelques cercles au-dessus du terrain qui devient de plus en plus difficile à discerner dans la pénombre.
Quelqu’un, au sol, conscient qu’il fait de plus en plus sombre, met le feu à quelques bidons découpés remplis d’essence pour aider le pilote à visualiser l’endroit où il doit se poser mais la nuit est maintenant trop sombre.
Norman Prince, alors qu’il n’est qu’à quelques centaines de mètres du toucher des roues, ne voit pas une ligne électrique située sur l’axe de posé du terrain.
Le train d'atterrissage accroche un câble de la ligne et son Nieuport 17, déséquilibré, capote et se désintègre au sol. Norman Prince est gravement blessé, ses deux jambes sont brisées et il souffre de contusions multiples. Il perd beaucoup de sang, mais il se soucie avant tout du sort de ceux qui ne sont pas encore posés et insiste auprès de ses sauveteurs pour qu’ils aillent allumer d’autres feux afin de mieux éclairer la piste d’atterrissage et éviter ainsi d’autres drames.
Il est transporté par ambulance, dans un état inquiétant, à l’ex Grand Hôtel du lac de Gérardmer situé à l’emplacement actuel du casino, au bord du lac et qui était utilisé comme hôpital militaire. Cet établissement est doté d’un bloc opératoire.
Les chirurgiens traitent le pilote une bonne partie de la nuit pour ses deux jambes brisées, Le lendemain, après un peu de repos, il semble aller mieux, les chirurgiens sont même optimistes, ils pensent qu’il s’en sortira, à tel point qu’il est transporté le 13 octobre dans l'établissement où nous sommes aujourd'hui qui portait alors le nom d’"Hôtel de la Poste". Il est alors utilisé, lui aussi comme hôpital militaire complémentaire.
Norman Prince devait débuter en ces lieux une période de convalescence. Mais à peine arrivé dans cet établissement, son état s'aggrave brutalement dans la nuit du 13 au 14 octobre et il tombe dans le coma. Dans la journée du 14, son chef, le Capitaine Thénault, au nom du Président Raymond Poincaré, le fait Chevalier de la Légion d'honneur pour services rendus à la France. Norman Prince était déjà titulaire de la Médaille militaire et de la Croix de Guerre.
Il décède à 2 heures du matin le 15 octobre 1916, il venait d'avoir 29 ans. »

— Général de Corps aérien (ER) Daniel Bastien,.
Une plaque commémorative destinée à honorer la mémoire de ce cofondateur de l’escadrille La Fayette est ainsi fixée depuis 2017 dans l’entrée de l'hôtel de Gérardmer qui porte désormais le nom de « Grand Hôtel et Spa ». Cette plaque, ornée des drapeaux français et américain, ainsi que d’une tête de Sioux, emblème de l’escadrille, rappelle que c’est en ces lieux que Norman Prince vécut ses derniers jours.

## Décorations
- Chevalier de la Légion d'honneur
- Médaille militaire
- Croix de guerre 1914-1918

### Articles annexes
- Escadrille La Fayette
- Histoire du terrain d'aviation de Corcieux